# Oldsmobile Intrigue
Oldsmobile Intirigue — среднеразмерный седан, выпускавшийся с 5 мая 1997 по 14 июня 2002 года подразделением Oldsmobile компании General Motors.

## Описание

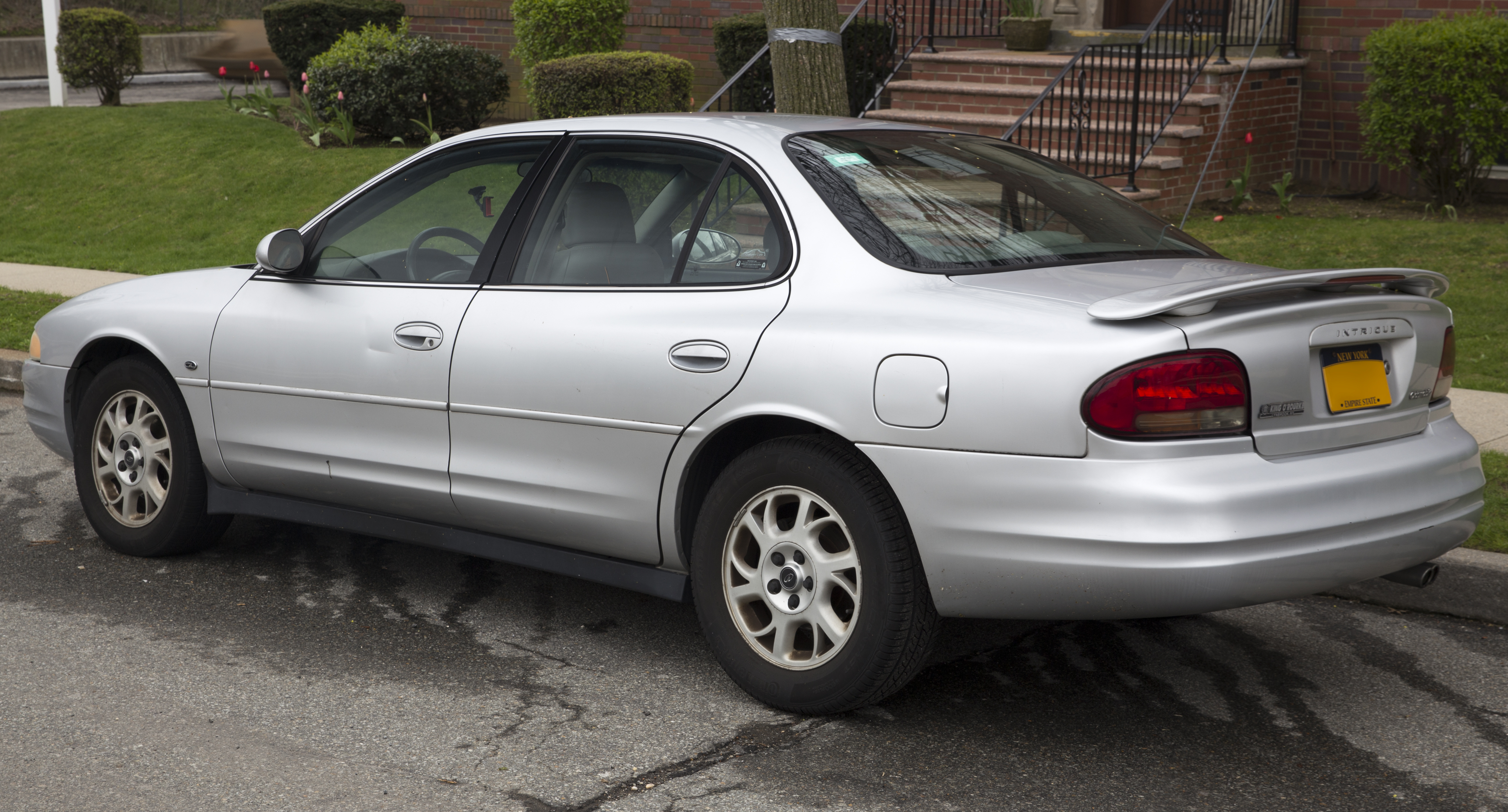
Вид сзади

Intrigue выпускался в комплектациях GX, GL и GLS. Все модели были оснащены стандартными функциями, такими как двигатель V6, антиблокировочная система тормозов, независимая подвеска на всех 4 колёсах, двойные передние подушки безопасности и аксессуары с полным приводом. Комплектация GL включала в себя 6-позиционную регулировку сиденья водителя, аудиосистему с 6 динамиками, противотуманные фары и двухзонный автоматический климат-контроль. В комплектацию GLS входят переднее пассажирское сиденье с 6-позиционным электроприводом, деревянная отделка салона, элементы управления аудиосистемой на рулевом колесе, кожаные сиденья, полнофункциональная система контроля тяги и звуковая система Bose с шестью динамиками.
Все модели Oldsmobile Intrigue выпускались на заводе GM Fairfax в Канзас-Сити, где также выпускались Pontiac Grand Prix (Chevrolet Impala и Monte Carlo выпускались в Ошаве). Изначально автомобиль оснащался двигателем L36, а с 1999 года — LX5 (Shortstar) с клапанным механизмом DOHC.
Последний Oldsmobile Intrigue сошёл с конвейера 14 июня 2002 года.

## Двигатели
- 1998—1999 OHV 3.8 L L36 (231 кубический дюйм) V6, мощность 195 л. с. при 5200 об/мин, крутящий момент 220 фунт·фут при 4000 об/мин[5]
- 1999—2002 DOHC 3.5 L LX5 (212 кубических дюймов) V6, мощность 215 л. с. при 5600 об/мин, крутящий момент 234 фунт·фут при 4400 об/мин (согласно руководству пользователя Intrigue)[6]

## Продажи
| Год  | Продано |
| ---- | ------- |
| 1997 | 23460   |
| 1998 | 90563   |
| 1999 | 90057   |
| 2000 | 64109   |
| 2001 | 39395   |
| 2002 | 15015   |
| 2003 | 789     |
| 2004 | 55      |